# Campeonato Uruguaio de Futebol Feminino de 2020
O Campeonato Uruguaio de Futebol Feminino de 2020 foi a vigésima quarta edição da principal divisão do futebol feminino no Uruguai. Organizada pela Asociación Uruguaya de Fútbol, a disputa apresentou um regulamento diferente dos anos anteriores, sendo composta por duas fases de pontos corridos.
O título desta edição ficou com o Nacional, obtido na última rodada após uma goleada sobre o Fénix. Com a vitória, a equipe aumentou a diferença de pontos em relação ao Peñarol‎, segundo colocado. Esta conquista foi o quinto título do Nacional na competição; inclusive, interrompeu a hegemonia de três anos do próprio Peñarol. O Nacional também se classificou como representante do país na Copa Libertadores do ano seguinte.
O rebaixamento à segunda divisão de 2021 começou a ser definido ainda na primeira fase, na qual as cinco agremiações de piores rendimentos disputaram um grupo específico. No término do campeonato, Progreso e San Jacinto-Rentistas foram despromovidos.

## Primeira fase

### Classificação
| Pos. | Equipes               | P  | J | V | E | D | GP | GC | SG  | Nota                                            |
| ---- | --------------------- | -- | - | - | - | - | -- | -- | --- | ----------------------------------------------- |
| 1    | Nacional              | 25 | 9 | 8 | 1 | 0 | 53 | 4  | +49 | Classificados para a segunda fase.              |
| 2    | Peñarol‎               | 23 | 9 | 7 | 2 | 0 | 46 | 5  | +41 | Classificados para a segunda fase.              |
| 3    | Liverpool             | 17 | 9 | 5 | 2 | 2 | 25 | 10 | +15 | Classificados para a segunda fase.              |
| 4    | Fénix                 | 16 | 9 | 4 | 4 | 1 | 24 | 15 | +9  | Classificados para a segunda fase.              |
| 5    | Defensor              | 13 | 9 | 4 | 1 | 4 | 21 | 15 | +6  | Classificados para a segunda fase.              |
| 6    | Atenas                | 12 | 9 | 4 | 0 | 5 | 25 | 27 | −2  | Classificados para o campeonato de permanência. |
| 7    | Danubio               | 11 | 9 | 3 | 2 | 4 | 13 | 23 | −10 | Classificados para o campeonato de permanência. |
| 8    | River Plate           | 5  | 9 | 1 | 2 | 6 | 11 | 25 | −14 | Classificados para o campeonato de permanência. |
| 9    | San Jacinto-Rentistas | 5  | 9 | 1 | 2 | 6 | 9  | 28 | −19 | Classificados para o campeonato de permanência. |
| 10   | Progreso              | 0  | 9 | 0 | 0 | 9 | 1  | 76 | −75 | Classificados para o campeonato de permanência. |

- Fonte: Asociación Uruguaya de Fútbol

## Segunda fase
| Pos. | Equipes   | P  | J | V | E | D | GP | GC | SG  | Nota                                                     |
| ---- | --------- | -- | - | - | - | - | -- | -- | --- | -------------------------------------------------------- |
| 1    | Nacional  | 12 | 4 | 4 | 0 | 0 | 15 | 3  | +12 | Campeão e classificado para a Copa Libertadores de 2021. |
| 2    | Peñarol‎   | 9  | 4 | 3 | 0 | 1 | 12 | 2  | +10 |                                                          |
| 3    | Liverpool | 4  | 4 | 1 | 1 | 2 | 5  | 10 | −5  |                                                          |
| 4    | Fénix     | 4  | 4 | 1 | 1 | 2 | 3  | 13 | −10 |                                                          |
| 5    | Defensor  | 0  | 4 | 0 | 0 | 4 | 2  | 9  | −7  |                                                          |

- Fonte: Asociación Uruguaya de Fútbol

## Campeonato de permanência
| Pos. | Equipes               | P  | J | V | E | D | GP | GC | SG  | Nota                                 |
| ---- | --------------------- | -- | - | - | - | - | -- | -- | --- | ------------------------------------ |
| 1    | Danubio               | 10 | 4 | 3 | 1 | 0 | 9  | 3  | +6  |                                      |
| 2    | River Plate           | 9  | 4 | 3 | 0 | 1 | 12 | 3  | +9  |                                      |
| 3    | San Jacinto-Rentistas | 4  | 4 | 1 | 1 | 2 | 6  | 5  | +1  | Rebaixado à segunda divisão de 2021. |
| 4    | Atenas                | 4  | 4 | 1 | 1 | 2 | 5  | 9  | −4  |                                      |
| 5    | Progreso              | 1  | 4 | 0 | 1 | 3 | 1  | 13 | −12 | Rebaixado à segunda divisão de 2021. |

- Fonte: Asociación Uruguaya de Fútbol